# Kurbin
Kurbin is een stad (bashki) met 46.000 inwoners (in 2011) en een oppervlakte van 269 km². Het ligt in het westen van het land in de prefectuur Lezhë.

## Bestuurlijke indeling
Administratieve componenten (njësitë administrative përbërëse) na de gemeentelijke herinrichting van 2015 (inwoners tijdens de census 2011 tussen haakjes):
Fushë-Kuqe (5460) • Laç (17086) • Mamurras (15284) • Milot (8461).
De stad wordt verder ingedeeld in 30 plaatsen: Adriatik, Delbnisht, Drojë, Ferr-Shkopet, Fushë - Kuqe, Fushë Milot, Fushë-Mamurras, Gallatë, Gernac, Gjorm, Gorre, Gurëz, Katund i Ri, Laç (Sanxhak), Laç, Mal i Bardhë i Sipërm, Mal i Bardhë, Mal Milot, Mamurras, Milot, Patok, Prozhmë, Selitë, Shëmri, Shkopet, Shpërthet, Shullaz, Skuraj, Vinjoll, Zhejë.

## Bevolking
In de periode 1995-2001 had het district een vruchtbaarheidscijfer van 2,77 kinderen per vrouw, hetgeen hoger was dan het nationale gemiddelde van 2,47 kinderen per vrouw.
Belsh · Berat · Bulqizë · Cërrik · Delvinë · Devoll · Dibër · Dimal · Divjakë · Dropull · Durrës · Elbasan · Fier · Finiq · Fushë-Arrëz · Gjirokastër · Gramsh · Has · Himarë · Kamëz · Kavajë · Këlcyrë · Klos · Kolonjë · Konispol · Korçë · Krujë · Kuçovë  · Kukës · Kurbin · Lezhë · Libohovë · Librazhd · Lushnjë · Malësi e Madhe · Maliq · Mallakastër · Mat · Memaliaj · Mirditë · Patos · Peqin  · Përmet · Pogradec · Poliçan · Prrenjas · Pukë · Pustec · Roskovec · Rrogozhinë · Sarandë · Selenicë · Shijak · Shkodër · Skrapar · Tepelenë · Tirana · Tropojë · Vau i Dejës · Vlorë · Vorë

Deelgemeenten · Gemeenten · Prefecturen